# 臨終異象
臨終異象（Deathbed phenomena）指的是一系列的由臨終者「與臨終者在情感上親近，但臨終者死去時不與臨終者同在一處」的人所經歷到的超常經驗。臨終異象的題材，在許多虛構或非虛構類的文學題材中都有出現，這表示這種現象已為世界各地的不同文化所注意達數世紀之久，然而直到最近，這種現象才成為科學研究的對象。
近來由芬威科二氏（Fenwick and Fenwick）所做的研究勘查了在一個人死去時出現的不尋常的事的例子。臨終者可能會看見死去的親人或朋友，並與之進行對話，或者經歷到歡愉與快樂的情緒。而與臨終者有關的人則有可能會回報諸如「即便自身在數哩外的地方，也依舊能看到臨終者」、「即使沒有可以看見的人，寵物依舊會有如有人來臨般地行動或吼叫」、「時鐘停止」或「電器裝置以某種方式自行開啟或運作」等的現象。

## 安寧病院
在安寧病院（Hospice）工作的員工，常會回報說在病人死去時看見超常現象。
根據《美國安寧與臨終照護期刊》（American Journal of Hospice & Palliative care）所出版的一篇由勞倫斯與雷培多兩氏（Lawrence & Repede）所做研究顯示，一般在安寧病院工作的護士，每個月會看見大約五次的「臨終交流」（deathbed communication，簡稱為DBC）現象。因為在視覺所見之外，一部份的交流是聽覺性的，還有一些是觸覺性的交流之故，因此比起「臨終視見」（deathbed visions），勞雷兩氏較偏好使用「臨終交流」一詞。據那研究中所提及的護士，89%被回報經驗DBC的病人有著安寧且平靜的死亡；而只有40.5%被回報沒有經驗DBC的病人有著安寧且平靜的死亡。這顯示「臨終交流」對死亡的過程有著正面的影響，但在對病人紀錄的回報和在教科書的描述中，對這類現象的記述未達其應有的程度。

## 共享死亡經驗
共享死亡經驗（Shared-death experiences）是一個和瀕死經驗密切相關的現象，而英語的這個詞是由雷蒙‧穆迪（Raymond Moody）所創的。在此類間驗中，接近臨終者的旁觀者會和臨終者一起經驗到在很多方面與瀕死經驗相同的體驗，這其中包括了意識離體、碰見「光之生命」（beings of light）和見到臨終者的生命回顧等。這些旁觀者他們自身健康狀況良好且未進入臨終狀態，他似乎也經歷了這些經驗。這可能會讓通常的「瀕死經驗是由垂死大腦所生」這理論產生疑點。

## 外部連結
- Deathbed visions discussion on nursing forum （页面存档备份，存于）
- Shared Near-Death and Related Illness Experiences[永久]
- Near-Death-Like Experiences without Life-Threatening Conditions or Brain Disorders
- Deathbed Phenomena: Real or Imagined?